# Juan de Garay
|  | Per a altres significats, vegeu «Juan de Garay (desambiguació)». |

Juan de Garay (1528 - 1583) fou un explorador i conqueridor espanyol. Va explorar el riu Paranà i va fundar, entre d'altres, les ciutats Santa Fe i Buenos Aires, aquesta última en la seva segona fundació definitiva.

## Biografia
El seu lloc de naixement és polèmic; mentre unes fonts assenyalen a la ciutat biscaïna de Urduña, d'altres apunten al municipi de Burgos de Junta de Villalba de Losa. Ambdues localitats són veïnes i Losa era originalment una zona basca de Castella. No s'ha trobat la fe de baptisme de Garay ni a Llosa ni a Urduña. Va morir en Punta Grassa, a l'actual Província De Santa Fe (Argentina) el 1583.

### Infantesa
No hi ha pràcticament referències a la infantesa de Juan de Garay. Si quant al lloc de naixement hi ha dubtes, també n'hi ha quant a l'any. No se sap del cert si va néixer el desembre de 1527 o el gener de 1529, i moltes vegades apareix l'any 1528. Els seus pares van ser Clemente López Ochandiano i Catalina de Zarate, i el va criar el germà de la seva mare, el llicenciat Pedro Ortiz de Zárate o Pedro Zárate.
La versió que recolza a Orduña com el seu lloc de naixement afirma que el 1535, a causa de l'incendi d'aquesta localitat, la família es va traslladar al veí poble de Villalba de Losa.
Quan comptava 15 o 16 anys va acompanyar a la seva família al Perú, ja que el seu oncle Pedro Ortiz de Zárate havia estat nomenat oïdor de l'Audiència de Lima amb el virrei Blasco Núñez Vela i va sortir per a aquesta destinació el 3 de novembre de 1543 des del port de Sanlúcar De Barrameda. Per diferents motius, els Ortiz de Zárate van retardar la seva arribada a Lima, on van entrar el 10 de setembre de 1546.

### La seva estada a Perú
A més del seu oncle componien l'audiència de Lima: Diego de Cepeda, Lisón de Tejeda i Juan Álvarez. La rigidesa en el govern de Núñez Vela va generar enfrontaments, que van arribar a la guerra civil amb els partidaris de Gonzalo Pizarro. Juan de Garay va ser fidel al seu oncle que estava de part del virrei i va participar activament contra Pizarro.
El març de 1547 mor el seu oncle, després de rebre la visita del seu gendre Gonzalo Pizarro, casat amb la seva filla Ana de Salazar.
En els enfrontaments civils va conèixer a Martín de Robles (que el va arrestar en una fugida al nord de la capital) i Garay explica que el va conèixer a casa del seu oncle ja mort, doncs...
| « | Perquè, tot i estar mort el llicenciat, sempre passaven per aquella casa bascos servidors reials als que Martín de Robles acompanyava | » |

Juan de Garay va fer la campanya de La Gasca, en la qual participava el capità Robles fins a la batalla de Sacsahuana.
El 1553 va formar part de l'expedició de Núñez de Prado a Tucumán (actual Argentina) sent virrei Antonio Hurtado de Mendoza, marquès de Cañete. Núñez va ser capturat per Francisco de Aguirre en la població del Barco (actual Província de Santiago del Estero) per problemes de jurisdicció de sobirania. El 1555 Núñez va ser nomenat governador de Tucumán i en la seva expedició Juan de Garay li torna a acompanyar i participa en la intervenció fins i tot després de morir Núñez.
En el període de 1548 a 1568 va centrar les seves activitats en el llavors conegut com a Alt Perú, actualment Bolívia, on va participar en la fundació de Santa Cruz de la Sierra el 26 de febrer de 1561 de la que va ser regidor del seu ajuntament i va tenir assignada una encomanda d'indis. Sobre l'any 1564 es trasllada a Asunción i porta la que seria la seva esposa, Isabel de Becerra i Mendoza (filla de Francisco de Becerra i Isabel de Contreras), amb la qual té els primers fills. Després, fora d'aquest matrimoni tindria un fill baró anomenat El Mosso i que va ser amb ell en la fundació de Buenos Aires.

### A Paraguai

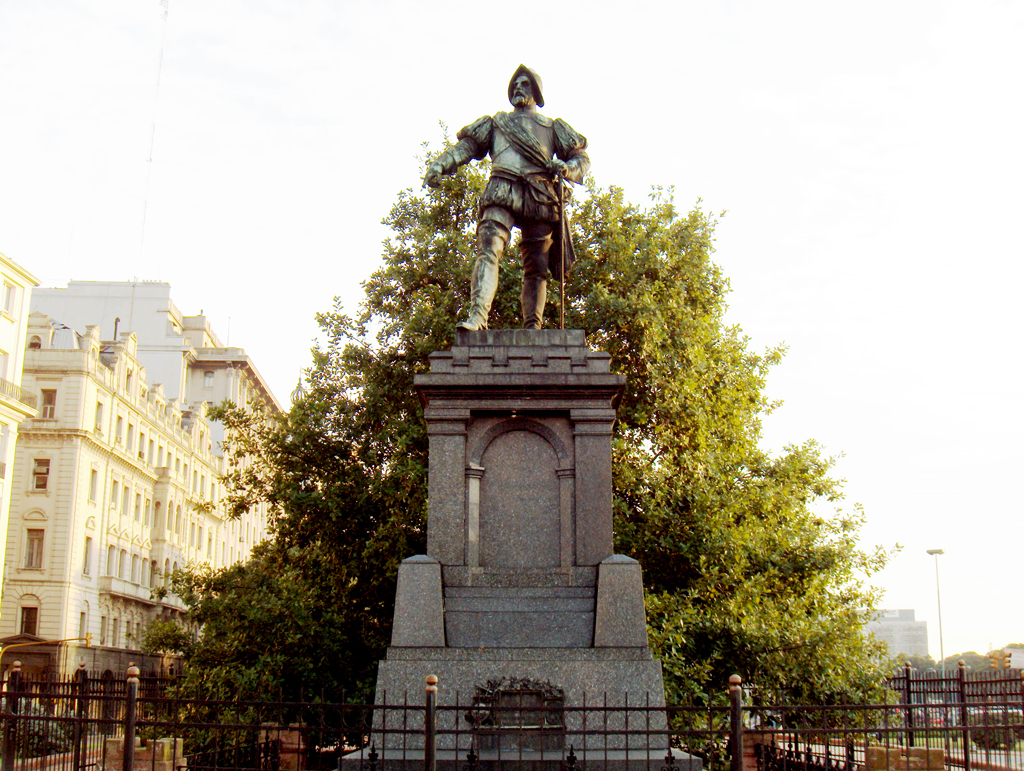
Monument a Juan de Garay a Buenos Aires, davant la Casa Rosada. Darrere de l'estàtua pot veure's un brot de l'Arbre De Guernica, símbol del País Basc.

El 1568 el seu parent Juan Ortiz de Zárate va ser nomenat capità governador del Riu de la Plata tercer cònsol (adelantado) i aquest nomena lloctinent a Felipe de Cáceres qui, al seu torn, nomena capità a Juan de Garay demanant-li que porti a gent a la província del Paraguai.
Juan de Garay es va traslladar a Asunción amb la seva família i va arribar l'11 de desembre de 1568. El 8 de desembre d'aquell any el nomenen Agutzil Major de les províncies del Plata.
Per encàrrec del governador d'aquesta plaça, i per facilitar les comunicacions entre Asunción i la metròpoli, Garay va emprendre una expedició pel Paraná que va culminar amb la fundació, el 15 de novembre de 1573, de la ciutat de Santa Fe, en la confluència dels rius Paraná i Salado (o Saladillo).
El 1573 Martín Suárez de Toledo, tinent governador d'Asunción, li va encarregar una expedició pel riu Paraná que tenia com a finalitat fundar una ciutat que facilités la sortida al mar del Paraguai i la comunicació amb la metròpoli.
Juan de Garay va organitzar una expedició integrada per 80 joves de la terra, en un bergantí, embarcacions menors i cavalls, amb 75 nadius guaranís i 9 espanyols. Es componia de dos grups, un per terra, a càrrec de Francisco de Sierra, que recorreria el marge esquerre del riu, evitant els boscos del Gran Chaco, portant les carretes, el bestiar, els cavalls i altres elements necessaris per a la fundació; i un altre pel Paraná, que capitanejava el mateix Juan de Garay. Va sortir d'Asunción el 14 d'abril de 1579 (amb l'escorta que portava pres cap a Espanya a Felipe de Cáceres) encara que un grup, el que anava per terra, ho va fer mesos abans.

Tal com indica el poder de Toledo, Juan de Garay portava: 
| « | porten moltes armes, municions i molts cavalls, remats, plantes, llavors, gent de servei, forges i tots els elements necessaris | » |

Els dos grups es trobarien en un lloc anomenat La Punta del Yeso, just davant de l'actual Cayastá, avançant junts pel riu San Javier, llavors anomenat riu de la Quiloazas.
Garay va decidir desembarcar molt aviat i va trair la riba sud-oest del riu (on avui es troben les ruïnes de Santa Fe la Vella, a 5 km de Cayastá) construint un petit assentament. Des d'aquest lloc va partir una petita expedició d'exploració per trobar un lloc més apropiat. Durant aquestes exploracions de recerca va coincidir amb Jerónimo Luis de Cabrera que també estava explorant el Paraná i intentava fundar una ciutat per donar suport a la recentment fundada Córdoba. Com a resultat d'aquest encontre Juan de Garay decideix donar la categoria de ciutat al petit assentament, al qual va tornar el 30 de setembre.

### Fundació de Santa Fe
El 15 de novembre de 1573, Juan de Garay funda oficialment la ciutat de Santa Fe . Segons va recollir l'escrivà Pedro E. Espinosa, Juan de Garay, en peu, junt al palo rollo, símbol de la Justícia i el poder Reial, va realitzar la fundació amb les següents paraules:
| «                                               | Jo Juan de Garay, Capitá de Justícia major en aquesta conquesta i població del Paraná i Riu de la Plata... Dic que... fundo i assento i nomeno aquesta ciutat de Santa Fe, en aquesta província de Calchines i Mocoretás, per semblar-me que en ella hi ha coses que convenen per a la perpetuació de dita ciutat: aigua, llenya i pastures, pesqueres i cases i terres i estances per als veïns i moradors de ella i repartir-les com sa majestat ho mani... | » |
| — Extracte de l'Acta de la fundació de Santa Fe | |   |

Elegits els membres de l'ajuntament, que van ser nomenats pel mateix Garay, aquests li van anomenar, de comú acord, Tinent Governador de la nova ciutat.
Entre les opcions d'ubicació de la ciutat hi va haver, fins i tot, la de fer-la a la banda oriental a San Gabriel. Aquesta ubicació va durar 80 anys, el que es coneix com a Santa Fe Vella, ja que després es va traslladar uns quilòmetres; per motius de seguretat, a causa dels atacs dels indígenes. El trasllat dura 12 anys, comença el 5 d'octubre de 1650 i acaba el 23 de maig de 1672. Els noms de la ciutat van anar canviant fins a arribar a l'actual nom de Santa Fe de la Vera Cruz.

### Governador de totes les províncies del Riu de la Plata
A l'any següent participa en la fundació de la ciutat de San Salvador al costat del riu Uruguai.
El 7 de juny de 1574 és nomenat Justícia Major, tinent de governador i capità general de totes les províncies del Riu de la Plata. És reconegut per les autoritats locals d'Asunción en un viatge que va realitzar junt amb Ortiz de Zárate el febrer de 1575.
El nomenament de tinent de governador i capità general de totes les províncies del Riu de la Plata es va deure a l'ajuda prestada per Juan de Garay a Juan Ortiz de Zárate a la seva tornada d'Espanya. Quan l'expedició que portava a Ortiz de Zárate remuntava el Paraná, va ser atacada pels indis charrúas a l'alçada de l'illa de San Gabriel o Sagrament i van demanar ajuda Garay per mediació d'un amic seu, un indi anomenat Yumandú.
El 26 de gener de 1576, en morir Ortiz de Zárate, designa successora la seva filla Juana de Zárate. Aquesta senyora tenia molts pretendents en tenir una considerable fortuna i posició, ja que era neta d'un Inca. Al final es va casar amb Juan Torres de Vera y Aragón amb l'ajuda de Garay i en contra de la voluntat del virrei del Perú, que mana empresonar a Torres i a Garay, però Garay ja havia tornat a Asunción.
El 9 d'abril de 1578 és nomenat tinent de governador i capità general de totes les províncies del Riu de la Plata per Torres des de la presó.
Els dos anys següents els va emprar Garay per dur a terme nombroses expedicions de colonització i va realitzar molt treball d'organització a la ciutat de Santa Fe (ordenances sobre la cria de bestiar, fer complir els manaments de regulació dels indis, etc.). El 1579 funda les ciutats de Villa Rica del Espíritu Santo i Santiago de Jerez.
Juan Torres de Vera y Aragón, que ocupa el càrrec del difunt Ortiz de Zárate, li encarregà fundar una ciutat a l'estuari del Riu de la Plata. El lloc elegit és en el que ja s'havia ubicat abans la ciutat fundada per Pedro de Mendoza el 1536 i destruïda pels indis poc després: la ciutat de Nuestra Señora del Buen Aire.

### Fundació de Buenos Aires
El gener de 1580 comencen els preparatius de la segona fundació de Buenos Aires. Es pretenia poblar la nova ciutat amb gent d'Asunción, i per a tal fi promulga un ban oferint terres i altres mercès. S'apunten 200 famílies guaranís i 76 de colons. Es porta tot el necessari pel riu en una caravel·la (la Cristóbal Colón) i dos bergantins entre altres naus menors, una expedició que va sortir el 9 de març de 1580. A més dels colons anaven 39 soldats. Una part del comboi va anar per terra i va partir un mes abans.
El diumenge 29 de maig de 1580, Juan de Garay va arribar a la boca del rierol. Va desembarcar just al lloc on anys abans ho havia fet Pedro de Mendoza i va instal·lar un campament; la columna que viatjava per terra arribaria un mes després. Per al dimecres 11 de juny ja s'havia aixecat un petit assentament, una mica més cap a al nord de la fundació anterior, que donaria base a la nova ciutat de Buenos Aires. Aquell dia es van celebrar les cerimònies fundacionals. És important recalcar una part de l'acta fundacional:
| « | ... estant en aquest Puerto de Santa María de los Buenos Ayres, faig i fundo una ciutat... L'església de la qual poso sota l'advocació de la Santíssima Trinitat... i la dita ciutat mano que s'intituli Ciudad de la Trinidad | » |

Es va plantar l'arbre de justícia o símbol de la ciutat, i tal com s'acostumava i era obligatori en aquests casos, va brandir l'espasa en les quatre direccions i va donar un tall a la terra per assenyalar la possessió, i van repartir terres entre els 65 pobladors que l'acompanyaven, alguns presents a la primera fundació. Van ser nomenats alcaldes Rodrigo Ortiz de Zárate i Gonzalo Martel de Guzmán, i es va formar l'ajuntament amb sis regidors alhora que es va assignar l'escut d'armes de la nova ciutat, quadrat blanc amb àguila negra coronada, amb les ales totalment desplegades, sostenint la creu vermella de Calatrava en la seva pota dreta. També es van assignar indis. Tot això va quedar registrat a l'acta de l'esdeveniment redactada per l'escrivà Pedro de Xerez.
La nova fundació va ser atacada pels indígenes, enviats pel seu cap Tububá, però Garay va ser advertit de l'atac per Cristóbal de Altamirano, que era presoner de Tububá, la qual cosa va servir per organitzar la defensa. En aquest atac Fernández de Enciso va matar Tububá.
L'octubre de 1580 torna a Santa Fe i torna el febrer de l'any següent. Aquell any va per terra fins a Cabo Corrientes a la recerca de la mítica ciutat dels Cèsars (on avui s'assenta la ciutat de Mar del Plata), tornant el gener de 1582, d'on torna a Santa Fe i a Asunción, on es comença a veure que la nova ciutat pot desplaçar la seva capitalitat.

#### La Ciutat de La Trinidad a Nova Biscaia
L'acta fundacional de la nova ciutat nomena a aquesta ciutat de La Trinidad, com queda consignat més amunt, en record de l'arribada al port que va tenir lloc el diumenge de la Santíssima Trinidad. No hi ha hagut cap disposició en tot aquest temps que canviés aquest nom pel de Bons Aires, fins que el 1996 el Govern local li va donar el seu actual nom: Ciutat Autònoma de Buenos Aires. El port d'aquesta ciutat va rebre el nom de Santa María de Buenos Aires.
Ortiz de Zárate denomina oficialment a la regió com Nova Biscaia, en honor de la seva terra natal, i és allà, a Nova Biscaia, on es fundaria La Trinidad, és a dir, Buenos Aires.

### Mort
El març de 1583, Garay va acompanyar Sotomayor San Juan en el trajecte de Buenos Aires a Santa Fe. El comboi de bots estava compost per 40 homes, un franciscà i algunes dones. El 20 de març de 1593 es desorienten i entren en una llacuna desconeguda. Alguns creuen que es tracta de Punta Grassa (a la província de Santa Fe), altres creuen que va ser en el costat entrerriano.
Juan de Garay decideix passar la nit a terra, i el campament és atacat pels indis querandíes, que maten Garay, al franciscà, a una dona i a dotze dels soldats. L'esdeveniment va ocórrer a prop de les ruïnes de Sancti Spíritus (l'antic fort de Caboto).

## El lloc de naixement
La qüestió del lloc de naixement de Juan de Garay és polèmica. Hi ha estudiosos que asseguren que va néixer a Urduña, única ciutat de Biscaia que s'ubica fora del territori de la província, envoltada per Burgos i Àlaba, mentre que d'altres s'inclinen per la petita població de Villalba de Losa, veïna d'Orduña però pertanyent a la província de Burgos.
A la ciutat d'Urduña hi havia un caseriu anomenat Garay, d'on sembla era el seu oncle. Un incendi va obligar els habitants d'Urduña a traslladar-se a Villalba i alguns d'ells es van assentar en aquesta vila. No s'ha trobat la partida de naixement ni a Orduña ni a Villalba.
El mateix Juan de Garay deia que era biscaí i natural de Villalba de Losa. Cal aclarir que segons les Set Partides del Rei Alfons, ser natural d'un lloc era, entre altres coses, que en s'hi hagués establert en el mateix. L'Acadèmia Nacional de la Història D'argentina afirma que Garay va néixer a Orduña i es va establir a Villalba.
El segle XV Villalba de Losa es va incorporar a Àlaba i el 1506 va tornar de nou a Castella. La seva naturalesa era basca, com tots els territoris de Castella limítrofs amb les províncies basques i on s'han donat moltes modificacions de pertinença a una o una altra província. El segle xvi el nom de biscaí se solia donar a tots els bascs (en realitat als de la Distinció de Biscaia, que era més gran que l'actual província), pel que no és d'estranyar que Garay es definís com a biscaí.
Paul Groussac assegura que va néixer a Villalba de Losa, vall de Losa. Mendiburu i Enrique de Gandía mantenen que és oriünd d'Urduña i es va traslladar a Villalba als 7 anys per l'incendi que va arrasar la ciutat d'Urduña el 1535. Gandía indica la possibilitat que, sent natural de Villalba i pertanyent Villalba a Àlaba, Garay s'autodenominava biscaí.
El monument a Juan de Garay ubicat al davant de la Casa Rosada inclou un brot de l'Arbre de Guernica a fi de destacar la seva identitat basca.

## La família Garay
Segons alguns autors, la família de Juan de Garay provenia de la casa de Marquina. Altres, com García Carraffa, basant-se en el seu escut d'armes (gules amb lleó rampant en or amb bandera de plata) indiquen la seva procedència amb els Garay de Tudela Navarra, ja citats el segle xiii.
Juan de Garay com a biscaí tenia el títol de gentilhome, títol que els furs atorgaven a tots els biscaïns.
La família tenia cert nivell econòmic i cultural; cal recordar que el seu oncle va ser nomenat oïdor i alcalde major de Segòvia i el seu cosí va estudiar a la Universitat de Salamanca.
Juan es va integrar en la família del seu oncle que estava composta per Pedro Ortiz de Zárate, la seva esposa Catalina Uribe i Salazar i els seus cosins: Pedro Ortiz de Zárate, Ana de Salazar i el menor dels germans Francisco de Uribe. És curiós observar que els tres fills porten cognoms diferents, únicament el primogènit conserva el del pare, mentre que els altres adopten el de la mare (la qual cosa era molt freqüent a l'època). També tenia relació familiar amb Juan Ortiz de Zárate, tercer cònsol del Riu de la Plata.

## Aclariments

### Obrir portes a la terra
L'expressió Obrir portes a la terra, que va fer seva Juan de Garay, va ser la màxima de tota l'administració espanyola en aquesta part d'Amèrica. Amb ella es volia indicar la necessitat de fundar ciutats per trencar l'aïllament d'Asunción cap als dos costats, riu avall obrint-la al mar i connectant-la amb la metròpoli, i cap a l'Alt Perú, centre polític i econòmic de l'època.

### Joves de terra
Joves de terra (Mancebos de tierra), eren blancs nascuts a Amèrica o mestissos reconeguts com a blancs, fills de pare espanyol i mare indígena. Usaven com a arma un garrot i per això també se'ls denominava joves de garrot. Molts d'ells es creien superiors al pare per ser nascuts a Amèrica i a la mare per haver adquirit característiques espanyoles.